# فريستونيا
فريستونيا اسم اتخذوه سكان فريستون رود، لندن، عندما حاولوا الانشقاق عن المملكة المتحدة في عام ألف وتسعمئة وسبعة وسبعين  ليشكلوا جمهورية فريستونيا الحرة والمستقلة 
كان السكان محتلين، وفي نهاية المطاف أقام العديد منهم تعاونا سكنيا بالتفاوض مع نوتنج هيل هاوسنج ترست، وضمت فنانين ومسيقيين وكتاب وممثلين ونشطاء. وكان الممثل ديفيد رابابورت وزيرا للخارجية، بينما عمل الكاتب المسرحي هيثكوت ويليامز سفيرا في المملكة المتحدة.

## الموقع
تحتل فريستونا مثلث مساحته 1.8 فدان (0.73 هيكتور) من الأرض (بما في ذلك الحدائق العامة) التي شكلها طريق فريستون رود، وبراملي رود، وشافليت درايف، ودبليو تن، والتي كانت تنتمي في ذلك الوقت إلى لندن بورو أوف هامرسميث. وتعبر هذه الأرض حدود المناطق البريدية دبليو 10  (في شمال كنسينغتون) ودبليو 11 (نوتتنج هيل)، وتنتمي الآن لرويال بورو أوف كنسينغتون وتشيلسي.
قبل بناء ويستواي، كان فريستون رود يسمى لاتايمر رود، وما تزال محطة المترو المجاورة تحمل الاسم السابق.

## الأصل
كان معظم سكان فريستون رود مستوطنين، وانتقلو إلى منازل خالية في اوئل السبعينيات. استمرت جمهورية فريستونا في العمل كنبض جماعي في ثمانينيات القرن الماضي، وأصبحت مركزًا إبداعيًا للكُتاب والفنانين والموسيقيين وكذلك الناشطين  الثقافيين. وفي الوقت الذي خطط فيه مجلس لندن الأكبر لإعادة تطوير المنطقة، اعتمد جميع السكان البالغ عددهم مئة وعشرون شخصًا في البداية نفس اسم عائلة براملي بهدف أن يضطر المجلس بعد ذلك إلى إعادة توطنهم بشكل جماعي.

## الإستقلال
هدد المجلس بإخلاء رسمي، لذا في اجتماع عام حضره مئتي شخص، اقترح نيكولاس ألبيري المقيم - المستوحى من فيلم ايجل الكوميدي وفيلم جواز سفر إلى بيمليكو وزيارة سابقة إلى فريتاون كريستيانيا في كوبنهاغن، مقترحًا انهم أعلنو الشارع مستقلا عن بقية أجزاء المملكة المتحدة. أظهر استفتاء أن 94٪ من السكان لصالح الخطة، و 73٪ لصالح الانضمام إلى المجموعة الاقتصادية الأوروبية.
حيث تم إعلان الاستقلال في 31 أكتوبر 1977. وكتب وزير المالية لخزينة الدولة لسير جيفري هاو معربًا عن دعمه، قائلاً: «بصفتي شخصًا كان لديه حماس في طفولته لنابليون في نوتينغ هيل، لا يمكنني أن أفشل في التأثر بتطلعاتك.» وفي نزاع قانوني بشأن الأداء غير المصرح به لمسرحية «الخلود»، فاز هيثكوت ويليامز بحكم من محاكم المملكة المتحدة بأن فريستونيا كانت لغرض معين وأنها ليست جزءًا من المملكة المتحدة.
تبنت الولاية الشعار اللاتيني نس سوموس انا فاميليا – كلنا عائلة واحدة- وتقدمت بطلب انضمام إلى الأمم المتحدة،  وفي الوقت نفسه حذرت من أن قوات حفظ السلام قد تكون ضرورية لإبقاء جي ال سي في مأزق.

## الثقافة والإتصالات والنقل والإقتصاد

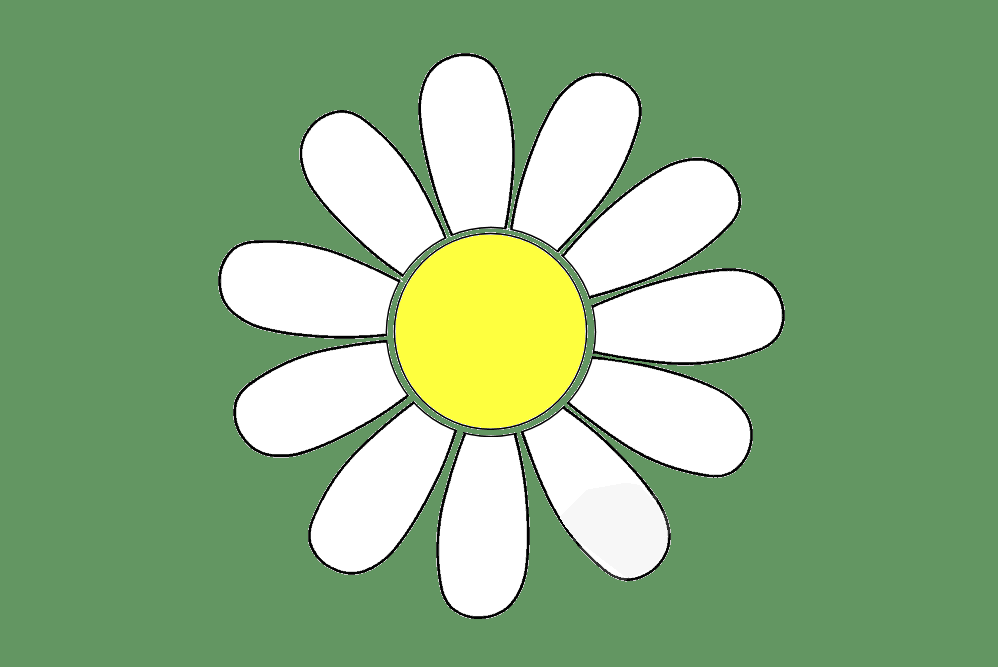
علم / شعار فريستونيا

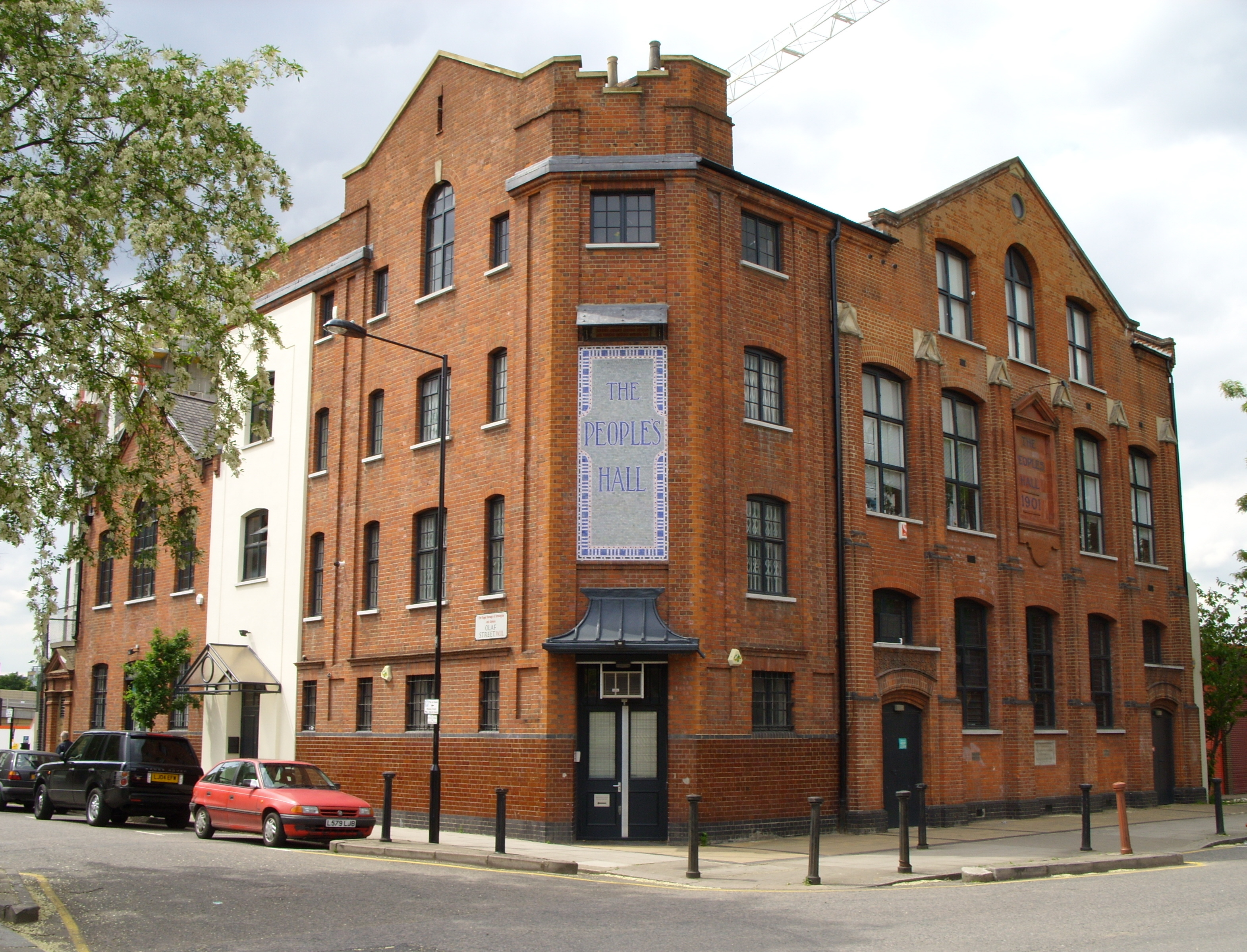
قاعة الشعب ، تقع على طريق فريستون. وهو النقطة المحورية لمجتمع فريستونيا ، و هذا هو المبنى المهم الوحيد منذى فترة استقلال فيرستونيا الذي لا يزال قائماً على طريق فريستونيا نفسه ،وكان موقعًا لتسجيل الكثير من ألبوم صخرة تَصادُم المعركة (The Clash album Combat Rock)

كان لفريستونيا علمًا خاصًا بها، وطوابع بريدية (التي كرمها مكتب البريد العام) ن وطوابع جواز السفر للزوار؛ وصحيفة ذا ترايبل ماسنجر الوطنية  بالإضافة إلى معرض فني ذا كار جاليري.
تضمن معرض ذا كار بيكرعارضين ومنهم  جو راش من شركة موتويد ويست كومباني و جولي أوميرل، وبريت إيوينز، جايلز ليمان  وبريندان مكارثي
. حيث اففتح المعرض للجمهور في براميلي رود الرابع في 14 ديسمبر 1979 19.و في عام 1980، حيث كان الفنان التصويري جون لاثام عضوًا في الجمهور في المنظر الخاص لأحد العروض المقدمة هناك  و قد تبرعت ساندي نيرن بإضاءة احترافية للمعرض، والتي أصبحت فيما بعد مديرة معرض الصور الوطني.
تضمن فن شارع فريستونا حوتا في شارع ستونيلي وعرضا ل ابلوكليبس ناو على الدراجات.
بالإضافة إلى ذلك كان في فريستونا مسرح وطني والذي قدم مسرحية هيثكوت ويليامز الخلود. وتشكل معهد فيلم فريستون الوطني، وكان أول عرض وبشكل مناسب كان فيلم جواز سفر إلى بيمليكو، وفيلم مسدسات الجنس.
قدمت الحافلة رقم 295 النقل المحلي، وومحطة مترو أنفاق لندن، ولاتمير رود التي تقع في الطرق الشمالي من طريق براملي. حتى أنه كان هناك خطط لاصدار عملة 
عندما احتفلت الدولة بعيدها الخامس عام 1982 كان عدد السكان 97 شخصا وكانو يشغلون 23 منزلاً، وفي نفس العام، سجلوا ذا كلاش ألبومهم كومبان روك في استديوهات إير (والذي يعرف أيضا بقاعة الشعب) في فريستونا. تدرب كلاش وموتورهيد في استوديوهات التدريب. حيث تدرب هناك أيضا كيلينج جوك وجيرلز سكول.

## الرفض والسقوط
بعد التغطية الصحفية الدولية، أنشأ السكان شركة تعاون بارمليز هاوسنج ل تي دي، والتي تفاوضت مع نوتنج هيل هاوسنج ترست من أجل استمرار الإقامة وإعادة تطوير مقبول للموقع. كان بعض الفريستون غير راضين عن الخسارة اللاحقة للاستقلال وابتعدوا.
وفقًا لتوني سليب، المصور المقيم  الذي توثقت مجلة الصور الخاصة به على الإنترنت  تاريخ المنطقة، غالبًا ما تم استبدال أولئك الذين يغادرون، بأشخاص يعانون من مشاكل الشرب والمخدرات. وأثبت البقية من الفريستون أنهم غير قادرين على الحفاظ على مُثُل «الأمة» الفريستون، ونتيجة لذلك تراجعت. وكموقعًا، تطور مجتمع محلي أكثر تقليديةً، دون أي مطالبات بالانفصال عن المملكة المتحدة.

## الوضع الحالي
تدير نوتنج هيل هاوسنج تعاون برامليز هاوسنج والعقارات المملوكة والمبنية في موقع فريستونا.
ويعيش أعضاؤها كأعضاء مجتمع متماسك. وعلى الرغم من وجود تدفق كبير للمقيمين الجدد، إلا أن البعض هم أبناء أو أحفاد الفريستون الأصليين.
تم بناء مشروع مكتب جديد كبير، يُطلق عليه أيضًا اسم فريستونا في الموقع المجاور عند تقاطع طريق براميلي رود وطريق اس تي انز رود ويشغله المقر الرئيسي لشركة كاث كيدسون، حيث تم إقامة تطوير مكتب كبير آخر يسمى فريستونيا بواسطة مطوريه في فريستون رود 125/135 في عام 2001.
حدثت تطورات رئيسية في سنة الألفين مع الانتهاء من مقر مارسون اكسيسوريز في عام 2007 وتولك تولك في عام 2009 في الجزء الخلفي 91–121 من فريستون رود، وبُنيت مؤسسة لويز تي بلوين (2006) في شارع أولاف القريب،  وافُتِتح مجمع ويستفيلد لندن للتسوق الذي تبلغ مساحته 150 ألف متر مربع في عام 2008